# Abraham Lincoln (Reisezugwagen)
Der Reisezugwagen Abraham Lincoln ist der älteste noch betriebsbereite Personenwagen in den Vereinigten Staaten von Amerika. Der Abraham Lincoln ist am 16. Juni 1988 unter der Nummer 88000740 in das National Register of Historic Places aufgenommen worden.

## Geschichte
Im September 1910 wurde der Personenwagen 895 durch die Pullman Palace Car Company für 13.624,50 US-Dollar an die Western Pacific Railroad verkauft. Am 11. Januar 1924 wurde das Fahrzeug unter der Nummer 926 in den Fuhrpark der Denver and Rio Grande Western Railroad eingestellt. Der Buchwert betrug dabei 8.783,90 US-Dollar. 1929 wurde der Wagen in 101 umgeziffert und für die Nutzung des Präsidenten der Eisenbahngesellschaft umgebaut. Es wurden ein Prunkzimmer, Büro, Badezimmer, Aussichtsraum, Küche, Esszimmer und Portier Abteilung eingebaut. Gleichzeitig erhielt der Wagen neue Laufgestelle mit je sechs Rädern, das neue Gewicht wurde mit 190.000 Pfund (ca. 41,9 Tonnen) angegeben. Der Umbau kostete 33.294,22 US-Dollar. Für 3.250 US-Dollar wurde der Wagen im September 1964 an die Golden West Rail Tours verkauft. Der Buchwert betrug dabei noch 47.659,60 US-Dollar.

## Bauweise
Entgegen gängiger Praxis wurde der Personenwagen aus genietetem Stahl, die Laufgestelle aus Gusseisen hergestellt. Die Länge des Wagens betrug rund 24,4 Meter (80 Fuß) Eine weitere Neuerung war der Einbau elektrischer Beleuchtung. Dafür mussten auch elektrische Leitungen, Schalter, Schaltpulte, Generatoren und Akkumulatoren eingebaut werden. Als Spannung wurde 32 Volt Gleichspannung gewählt. Die Sitzkapazität betrug 84 Sitze. Die Inneneinrichtung wurde aus handgearbeitetem Walnussholz mit bronzenen Beschlägen gefertigt.

## Außerdienststellung und Restaurierung
1983 wurde der Wagen von Curtis Andrews gekauft. Über einen Zeitraum von acht Monaten wurde der Abraham Lincoln in Tucson, Arizona repariert und für den Betrieb auf Amtrak-Strecken zertifiziert. Es wurden unter anderem die Laufgestelle aus dem Jahr 1929 durch neuere aus dem Jahr 1945 ersetzt und das Bremssystem erneuert. Der technische Untersuchungsbericht hatte einen Umfang von 45 Seiten.
Nach Abschluss der Reparaturen wurde der Wagen auf Amtrak-Strecken nach Spokane im Bundesstaat Washington gebracht. Den Rest der Strecke zum endgültigen Standort in Othello führte über Nebenstrecken. Anstatt dem Pullmanwagen eine neue Nummer zu geben, wurde der Name des US-Präsidenten Abraham Lincoln gewählt, obwohl der Wagen niemals als Transportmittel für Abraham Lincoln gedient hatte, der bereits 45 Jahre vor Indienststellung des Personenwagens verstorben war. Die Namensvergebung erfolgte nur zur Ehrung des Präsidenten.

## Bilder

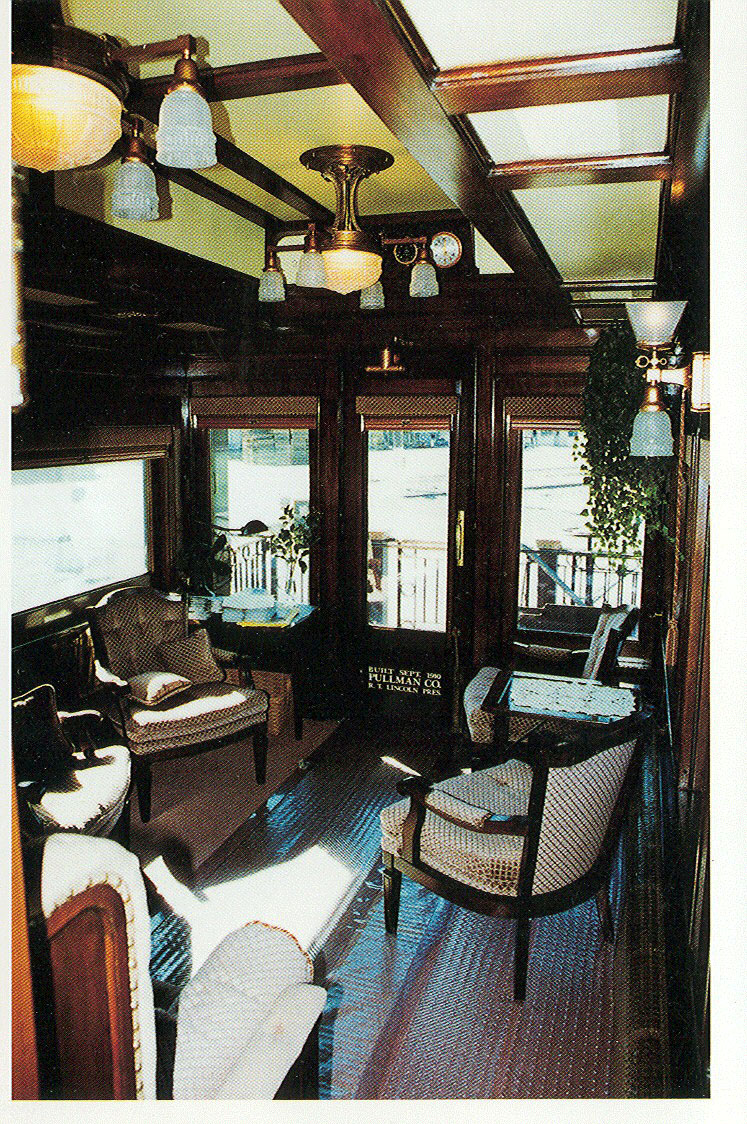
Aussichtsraum
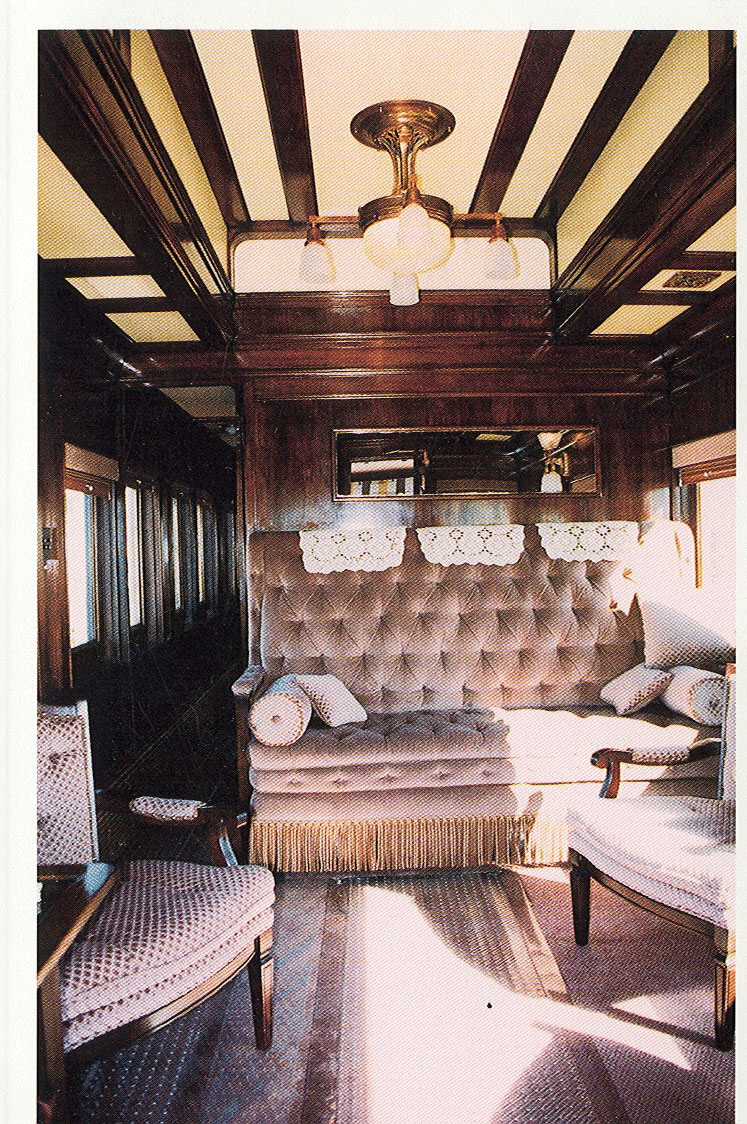
Couch / Pullman-Bett
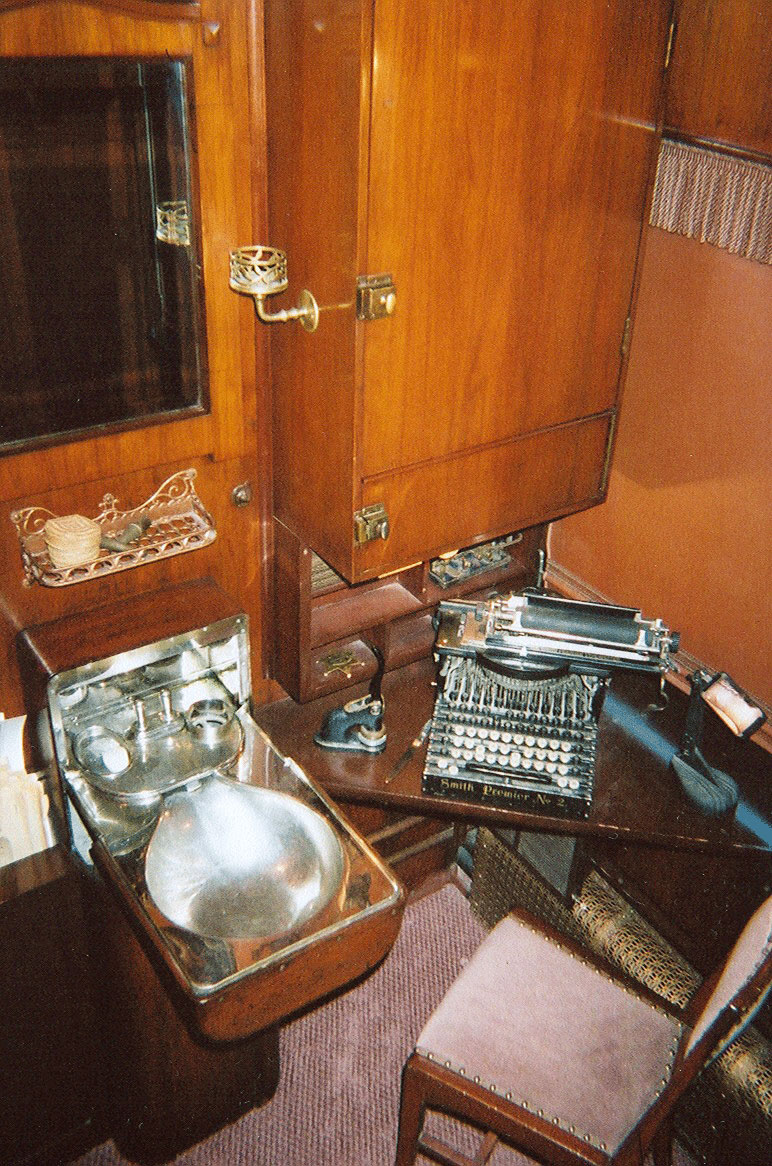
Büro
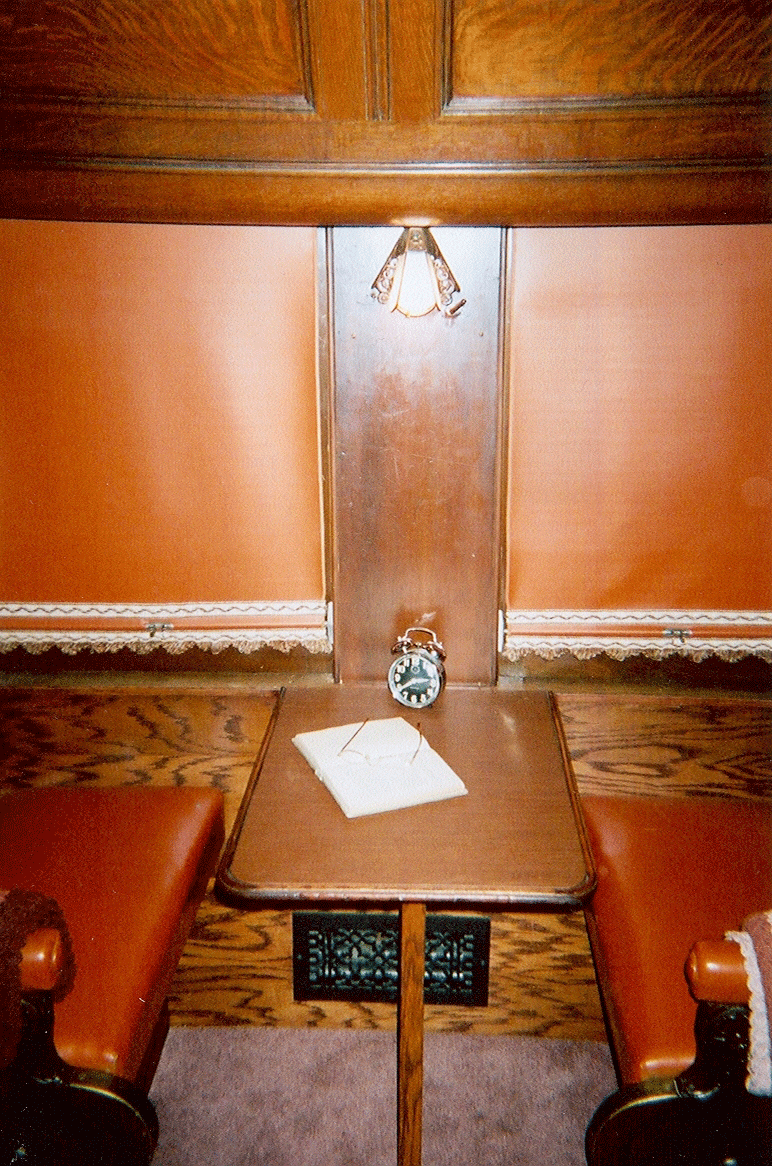
Dienstbotenabteil
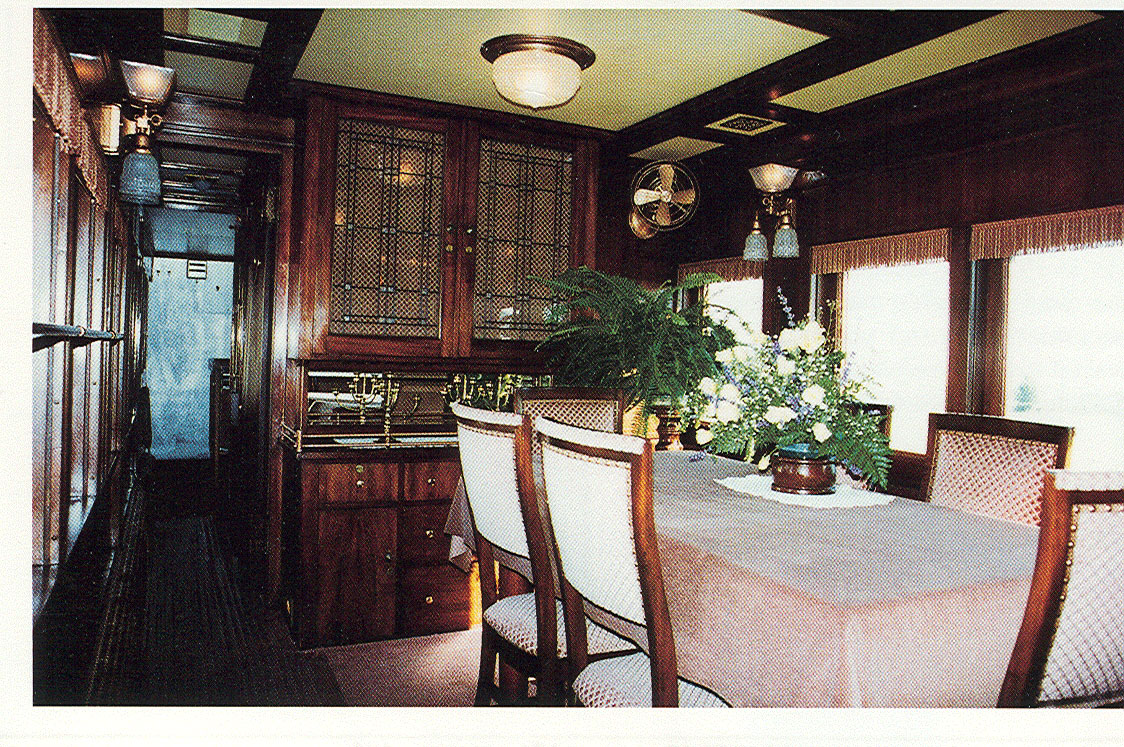
Esszimmer mit Schrank für Porzellangeschirr